# Sokolluzade Lala Mehmed Paixà
Sokolluzade Lala Mehmed Paixà (+ 1606) fou gran visir otomà, nebot del gran visir Sokollu Mehmet Paşa (1565-1579) i com aquest d'origen bosnià.
Va rebre instrucció a palau i va tenir algun un càrrec menor, i beglerbegi de Karaman i d'Anadolu, sent nomenat agha dels geníssers el 1595 i va participar en la guerra contra Àustria com a governador de Buda; era comandant a Esztergom (Usturghon) quan aquesta població es va rendir als austríacs (Pierre Ernest comte de Manfeld) el setembre de 1595. Va seguir al camp d'operacions encara un temps. Després va arribar al rang de visir i fou diverses vegades serasker d'Hongria. El 1598 fou beglerbegi de Rumèlia i va participar en el setge de Gros Wardein (Oradea Mare, en turc Warad) de l'1 d'octubre al 3 de novembre de 1598. El 1599 va servir a l'exèrcit del gran visir Damat İbrahim Pasha i el 1600 era davant Kanisza (Nagy); l'agost de 1601 fou altre cop comandant de les forces de Rumèlia i governador de Buda i va assetjar durant 34 dies Stuhlweissenburg que va capturar el 6 d'agost de 1602. El novembre de 1602, amb 2000 geníssers, va ajudar a Buda contra un atac imperiali encara que els otomans foren derrotats a Pest (14 de juliol de 1603) va aconseguir triomfar al nord de Buda forçant la retirada imperial. Per això for elevat a tercer visir. Com a tal va organitzar la defensa de Buda amb Murad Pasha (beglerbegi de Rumèlia) i Djelali Deli Hasan Pasha (beglerbegi de Bòsnia), passant l'hivern del 1603 a 1604 a Belgrad.
El 1604, després de la mort del gran visir Malkoç Yavuz Ali Pasha el dia 26 de juliol a Belgrad, quan Mehmed Pasha anava al campa de batalla a Hongria va ser nomenat gran visir al seu lloc, rebent de camí el segell imperial; les converses de pau no van reeixir i el gran visir va recuperar Pest i va ocupar Hatran i Waitzen (turc Waç) però va assetjar Esztergom (18 d'octubre) sense èxit (es va retirar al desembre); va tornar a aquesta ciutat a la campanya de l'any següent i després de reconèixer a Esteve Bocskai com a rei d'Hongria, va conquerir Párkány (Sturovo, en turc Cigerdelen) el 20 d'agost i Visgrad el 8 de setembre. Esztergom aquesta vegada fou conquerida (29 de setembre de 1605, però es va rendir amb condicions i no van sortir els defensors fins al 3 d'octubre). El 20 d'octubre Mehmed Pasha va coronar a l'hongarès Bocksay com a rei d'Hongria (exclosos els territoris sota administració otomana directa) i Transsilvània a Rakos. Van seguir altres places de la rodalia d'Esztergom : Veszprém, Palota, Neuhäusel (20 de novembre). Va fer una incursió a Estíria i Croàcia manada pel seu nebot Sarhosh Ibrahim Pasha, beglerbegi de Kanisza.
El mateix 1605 l'exèrcit otomà oriental manat per Çighale Pasha, fou derrotat pels perses i les forces enviades a Anatòlia per reprimir una revolta foren derrotades també a Bulwadin. Mehmed Pasha va tornar al final d'any a Istanbul i es va decidir que el 1606 restaria a la capital dirigint a distància les operacions sobre els dos fronts i seguir negociant per mirar d'aconseguir la pau amb Àustria. Però el kapudan pasha, Derviş Pasha, també bosnià, va intrigar contra el gran visir i va fer canviar de parer al sultà que va enviar al gran visir a agafar el comandament de l'exèrcit contra Pèrsia. Estava a Üsküdar preparant-se quan, segons es diu del disgut, va tenir una apoplexia el dia 20 de maig de 1606 i va morir tres dies després (23 de maig de 1606. El va succeir el kapudan pasha Derviş Pasha o Dervish Mehmed Pasha. Mehmed fou enterrat prop de la türbe del seu oncle Sokollu Mehmed Pasha.